# Chris Singleton (basket-ball, 1957)
Pour les articles homonymes, voir Chris Singleton.
Chris Singleton, né le 5 février 1957 à Brooklyn, New-York, est un entraîneur et joueur américain de basket-ball. Il est depuis septembre 2012 consultant pour la chaîne beIN Sports.

## Carrière joueur

### Club
- 1975-1977 :  Allan Hancock College (Santa Maria, Californie - Junior College)
- 1977-1979 :  Montana State University (NCAA I)
- 1979-1980 :  Vendée Challans Basket (N2)
- 1980-1982 :  Vendée Challans Basket (N1)
- 1982-1983 :  Vendée Challans Basket (N2)
- 1983-1984 :  Vendée Challans Basket (N1)
- 1984-1985 :  Reims Champagne Basket (N2)
- 1985-1987 :  Saint-Quentin Basket-Ball (N2)
- 1987-1988 :  Saint-Quentin Basket-Ball (N1B)

## Carrière entraîneur

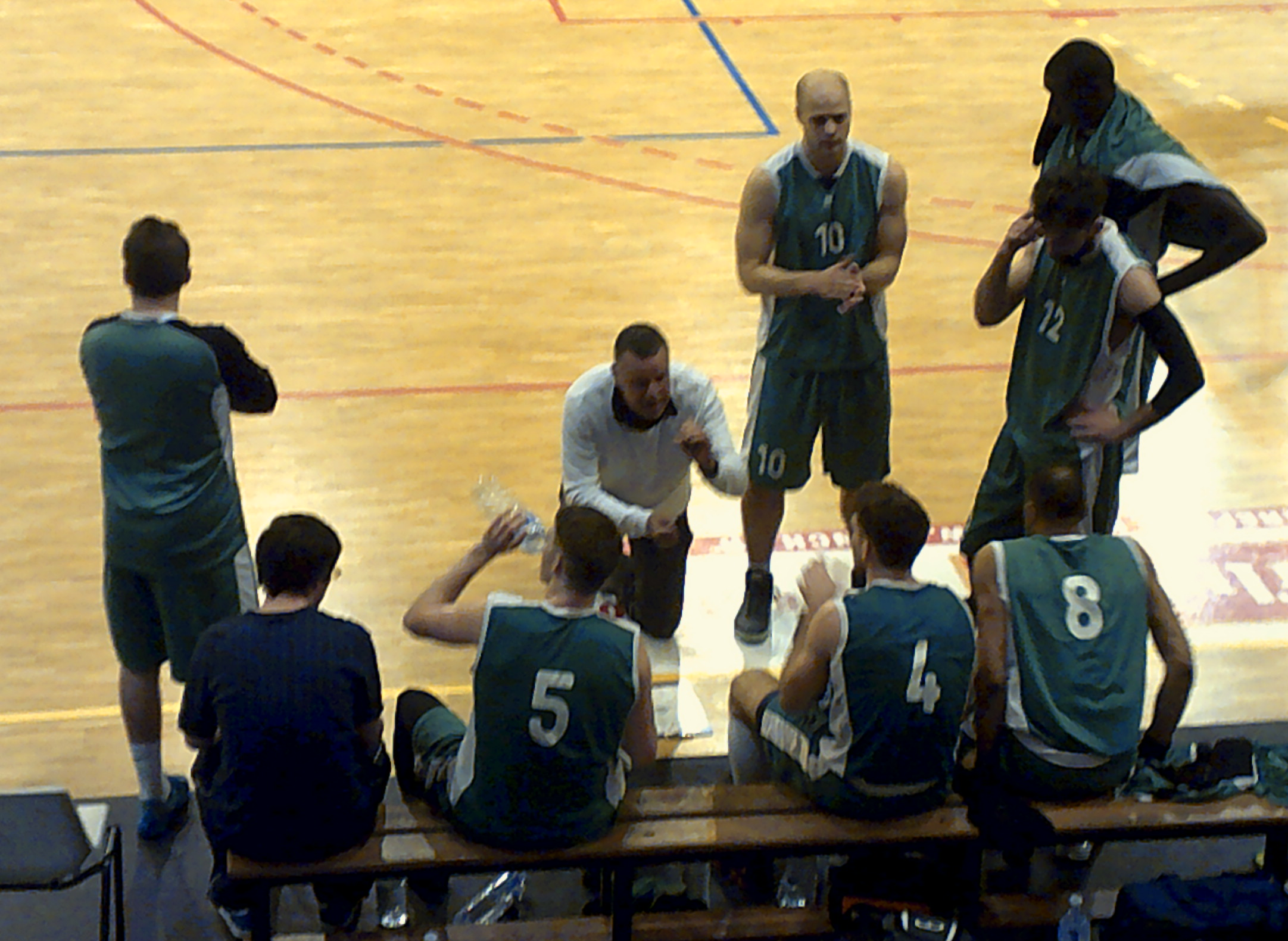
Chris Singleton (en blanc) avec l'ASA Sceaux en 2015.

### Club
- 1987-1988 :  Saint-Quentin Basket-Ball (entraîneur du centre de formation puis entraîneur-joueur en N1B)
- 1989-1991 :  Saint-Quentin Basket-Ball (N1A)
- 1991-1992 :  FC Mulhouse Basket (N1A)
- 1992-1993 :  Jeanne d'Arc Dijon Bourgogne  (N1A)
- 1993-1996 :  Paris SG Racing (Pro A)
- 1996-1997 :  Paris SG Racing (Pro A)
- 1997-2001 :  Jeanne d'Arc Dijon Bourgogne (Pro A)
- 2001-2002 :  ALM Évreux Basket (Pro B)
- 2002-2003 :  ALM Évreux Basket (Pro B)
- 2003-2004 :  ALM Évreux Basket (Pro B) puis Besançon Basket Comté Doubs (Pro A)
- 2004-2005 :  Besançon Basket Comté Doubs (Pro B)
- déc 2006-2011 :  Denek Bat Bayonne Urcuit (NM1)
- jan 2012-jan 2023 :  ASA Sceaux (NF1)[2]

### Palmarès
- Vainqueur de la Coupe de la Ligue en 1993